# 벤츠 펠로
벤츠 펠로(Benz Velo)는 카를 벤츠가 1894년부터 제작한 휘발유 내연기관 엔진을 사용한 자동차이다. 카를 벤츠는 1886년 1월 29일 최초의 상용 승용차이자 삼륜차인 벤츠 파텐트 모토바겐에 대한 특허를 얻어 1893년까지 제작하였고 후속모델로 사륜차인 벤츠 팔로를 제작하였다. 벤츠 펠로는 1895년 미국의 두리아 모토 웨건과 나란히 최초로 표준화된 자동차로서 특허 등록이 이루어졌다. 벤츠 펠로의 생산량은 1894년 67 대, 1895년 134 대이다. 벤츠 펠로는 1 리터의 싱글 실린더 엔진을 장착하였으며 시속 19 km로 달렸다. 벤츠 펠로는 영국의 멘체스터, 울버헴프턴과 같은 곳에서 복제품이 만들어지기도 하였다.

## 참고 문헌
- Georgano, G.N. Cars: Early and Vintage, 1886-1930. (London: Grange-Universal, 1990), p.24